# Siegfried Mer
Pour les articles homonymes, voir Mer (homonymie).
Siegfried Mer, aussi connu comme Jean Siegfried, né le 5 avril 1934 à Francfort-sur-le-Main, en Allemagne, et mort le 7 mars 2020, est un chanteur populaire français d'origine allemande.
Déporté à l'âge de 9 ans avec ses parents à Auschwitz, il survit aux Marches de la Mort et au Camp de concentration de Mauthausen. Il est un ami de Georges Moustaki, qui publie un ouvrage sur son ami: Fils du brouillard.

## Biographie
Siegfried Mer,,est né en 1934, à Francfort-sur-le-Main, en Allemagne.

### Auschwitz, Mauthausen
En 1943, à l'âge de 9 ans, il est déporté avec ses parents à Auschwitz. Son numéro matricule à Auschwitz est 117.943. Il survit aux Marches de la Mort et au Camp de concentration de Mauthausen. Il est le seul survivant de sa famille. Il a 11 ans. À Mauthausen, Il rencontre Saturno Navazo, républicain espagnol, qui deviendra son père adoptif. Il prend le nom de Luis Navazo. Ils vivent à Revel, puis Siegfried Mer s'installe à Toulouse, où il découvre sa vocation pour la chanson. Il décide de monter alors à Paris.

### Georges Moustaki et Siegfried Mer
Au début de sa carrière de chanteur, Georges Moustaki rencontre Siegfried Mer, qui chante alors sous le pseudonyme de Jean Siegfried. Ils sont nés la même année, en 1934. Siegfried Mer met des années avant de révéler à Georges Moustaki les détails de sa vie. Ils publient ensemble le récit de cette vie en 1999.
Jean Siegfried fait ses débuts d’interprète au Cabaret de L’Écluse en 1954.
Sa carrière de chanteur dure environ une dizaine d'années.

### Ibiza
Siegfried Mer se retire à Ibiza (Îles Baléares), se lançant dans diverses entreprises, dont la haute-couture, et éventuellement dans la sculpture.

### Mort
Siegfried Mer meurt le 7 mars 2020 à l'âge de 85 ans.

## Documentaire
Un documentaire sur la vie de Siegfried intitulé Après le brouillard est réalisé par Luis Ortas, avec l'intervention du psychiatre Boris Cyrulnik.